# Leipzig Magdeburger Bahnhof

Magdeburger Bahnhof, 1844

Magdeburger Bahnhof (li.), um 1900

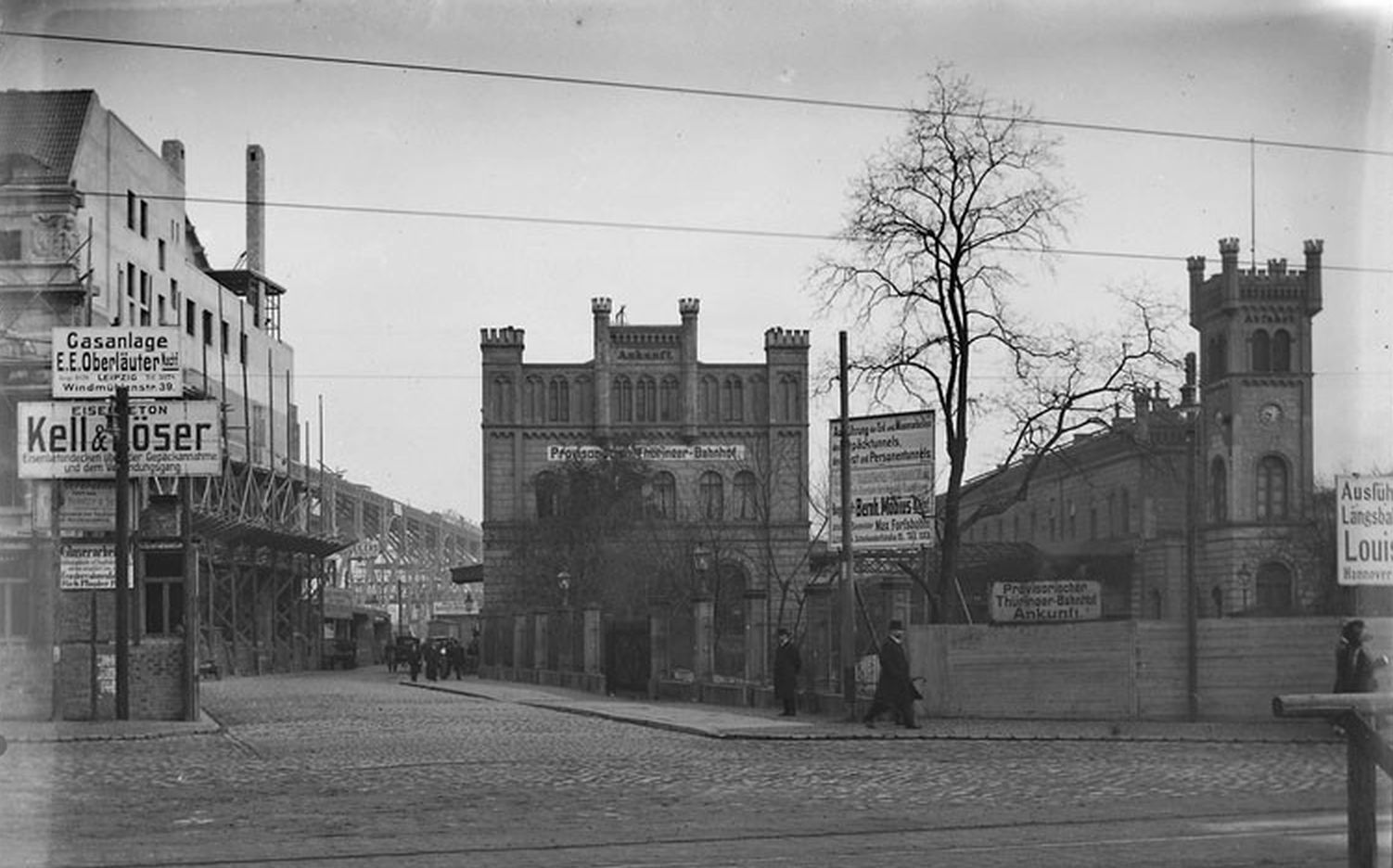
Der Magdeburger Bahnhof als provisorischer Thüringer Bahnhof, um 1907

Der Magdeburger Bahnhof war ein Bahnhof in Leipzig, der von 1840 bis 1912 als Endpunkt für die Bahnstrecke Magdeburg–Leipzig diente.

## Geschichte
Der Magdeburger Bahnhof befand sich im Bereich der Osthalle des heutigen Leipziger Hauptbahnhofs und grenzte damals an die äußere Bebauung der Stadt. Er wurde am 18. August 1840 unmittelbar nordwestlich (von der Promenade gesehen linkerhand) des Dresdner Bahnhofs eröffnet und war damit nach diesem zweitältester Bahnhof der Messestadt.
Der erste Bau, der bis zum Anfang der 1860er Jahre existierte, bestand aus einer vierschiffigen hölzernen Bahnhofshalle, deren Eingang auf beiden Seiten von gemauerten Gebäuden symmetrisch begrenzt war. Vor der Bahnhofshalle befand sich eine Drehscheibe zum Wenden der Lokomotiven. In zeitgenössischen Beschreibungen fand das Ensemble unter ästhetischen Gesichtspunkten keine Gnade:

„Die nächstälteste Eisenbahn ist die Magdeburg–Leipziger, deren Direktion in Magdeburg ihren Sitz hat. Der Bahnhof liegt unmittelbar neben dem der Leipzig–Dresdner Bahn, ist aber noch ungleich ärmlicher.“

1862/63 errichtete die Magdeburg-Leipziger Eisenbahngesellschaft ein neues Empfangsgebäude. Nachdem 1907 im Zuge des Baus des Leipziger Hauptbahnhofs der unweit gelegene Thüringer Bahnhof abgebrochen wurde, übernahm der Magdeburger Bahnhof für einige Jahre dessen Aufgaben. Am 1. Oktober 1912 wurde er als zweiter der einst im Bereich des heutigen Hauptbahnhofs befindlichen Bahnhöfe geschlossen und in der Folgezeit abgerissen.